# A Dominikai Közösség világörökségi helyszínei
Dominikai Közösség területéről eddig egy helyszín került fel a világörökségi listára, három helyszín a javaslati listán várakozik felvételre. 
| | Morne Trois Pitons Nemzeti Park |
| Felvétel: 1997 |                                 |
| Természeti (VIII)(X) |                                 |
| Hivatkozás: 814, védett terület: 6857 ha |                                 |
| Az 1342 m magas vulkáni kúpon és előterében elterülő 70 négyzetkilométeres Morne Trois Pitons Nemzeti Parkot 1975-ben hozták létre. Az azonos nevű vulkán öt működő kráterével ma is aktív. A terület jellegzetességei közé tartoznak a meredek, szurdokokkal tagolt vulkáni halmok, gőz- és iszapforrások, kénes kigőzölgések, forróvizes tavak, sárbuborékok és vízesések. A nemzeti park a Kis-Antillák fajokban leggazdagabb természeti lelőhelye, az esőerdők, a tavak többek között 150 madárfajnak adnak otthont. A változatos növényzet fajai közül 21 endemikus. A park látványosságai közé tartozik az iszap- és hőforrásokkal tagolt Sivárság völgye, a Smaragd-medence, amely zöldes színét földfelszín alatti folyamatoknak köszönheti, valamint a sziklák között elterülő Forró-tó, a Föld második legnagyobb forróvizes tava. Ezen kívül a parkban található az úgynevezett Büdös Lyuk, ami egy lávahenger és egy látványos vízesés zúdul le belőle, egy nem aktív kráterben kialakult Boeri tó és az Édesvizű tó, az ország legnagyobb tava. |                                 |

## Javasolt helyszínek
| Megnevezés                                | Kép | Típus      | Kritérium | Év   | Link |
| ----------------------------------------- | --- | ---------- | --------- | ---- | ---- |
| Shirley-erőd                              |     | Kulturális | II, IV    | 2015 | 6020 |
| Morne Diablotin Nemzeti Park              |     | Természeti | VII, X    |      | 6021 |
| Soufriere-Scott’s Head Tengeri Rezervátum |     | Természeti | VII, X    | 2015 | 6022 |